# Full Metal Daemon: Muramasa
 (avril 2020).
Si vous disposez d'ouvrages ou d'articles de référence ou si vous connaissez des sites web de qualité traitant du thème abordé ici, merci de compléter l'article en donnant les références utiles à sa vérifiabilité et en les liant à la section « Notes et références ».
Full Metal Daemon: Muramasa (装甲悪鬼村正, Sōkōakki Muramasa) est un visual novel — roman vidéoludique en français — japonais développé par Nitroplus pour Windows sorti le 30 octobre 2009. Après plusieurs années de traduction, le 15 juillet 2021, JAST USA annonce sortir le jeu en anglais le 24 août 2021. Le jeu reprend de nombreux éléments de l'Histoire qu'il modifie afin de donner naissance à un monde alternatif. Le thème central de l'œuvre est la réflexion philosophique sur la relativité des notions de bien et de mal. Le périple que suit le personnage principal dans l'évolution de sa propre vision de la moralité est rythmé par les différentes rencontres qu'il fait.

## Trame

### Synopsis
Un tsurugi est une âme vivante forgée dans un ensemble d'armures. Ils sont parmi les armes les plus puissantes du monde. Tous ceux qui les portent sont connus sous le nom de Musha (武者) - guerriers qui ont ainsi le pouvoir de s'envoler dans les cieux et de manier des lames pouvant même déchirer l'acier.
Au sein de la nation insulaire de Yamato, gouvernée par le shogunat Rokuhara (六波羅), les rumeurs d'un Musha vêtu d'une armure d'argent, uniquement connue sous le nom de Ginseigou (銀星号), se propagent : un tyran d'argent impitoyable qui ne laisse rien d'autre que la destruction dans son sillage, massacrant tout sur son passage sans distinction.
Il n'existe qu'un seul Musha qui s'opposerait au démon d'argent dans l'ombre. Un homme seul, équipé d'un Tsurugi de couleur cramoisi connu sous le nom de Muramasa, poursuit son ennemi de longue date, Ginseigou, terrassant à la fois les tueurs en série et les agents du Shogunat qui se dressent sur son chemin.
Cependant, ses coups de lames ne sont pas motivés par la colère de la justice, non plus qu'il ne se qualifiera de héros. Car son Tsurugi n'est autre que le démon cramoisi qui a amené la désolation dans les terres de Yamato par le passé - l'armure maudite connue sous le nom de Seishuusengou Uemon-no-jou Muramasa.

### Personnages
Minato Kageaki (湊斗 景明)
Doublé par : Ishikawa Yuusuke
Un jeune homme travaillant secrètement sous les ordres du prince afin de mettre un terme aux activités malfaisantes de Ginseigou. Son Tsurigi est Mumamasa. En mission, il se présente comme un policier travaillant à temps partiel pour le département de police de Kamakura; dans des circonstances normales, il passe ses journées dans sa cellule au centre de détention de Kamakura en tant que prisonnier non condamné. En effet, Kageaki a commis plusieurs crimes, dont le meurtre de sa mère.
Bien que son apparence puisse indiquer une personne au comportement sombre et mélancolique, en réalité, Kageaki est un jeune homme gentil et honnête. Il lui arrive d'être maladroit, à la grande surprise de ses pairs.
Il se perçoit comme étant un monstre en raison des nombreux innocents qu'il a dû tuer à cause de la terrible malédiction « d'équilibre du bien et du mal » (善悪相殺). Bien qu'il dispose d'une connaissance approfondie dans l'art de la guerre, il n'est en rien un guerrier aguerri.
Son utilisation de Muramasa est motivé par deux raisons : premièrement, elle est la seule Tsurugi capable de résister à la corruption des « œufs » de Ginseigou (Capable de faire perdre la raison à n'importe qui). En outre, il estime qu'il est de son devoir en tant que frère de mettre fin aux atrocités commises par sa sœur. Son dernier souhait, après avoir enfin vaincu Ginseigou, est d'être exécuté pour tous les péchés qu'il a commis.
Muramasa (村正)
Doublé par : Sumoto Ayana
Seishuusengou Uemon-no-jou de Muramasa de troisième génération. Elle résidait autrefois dans les profondeurs de la résidence des Minato, mais en raison de diverses circonstances, elle a conclu un contrat avec Kageaki. Les deux travaillent maintenant ensemble en tant que partenaires pour vaincre Ginseigou.
Elle est constituée d'acier, cette particularité se reflète dans son attitude froide. Cependant, elle fait preuve d'une certaine bienveillance envers Kageaki, qui est profondément tourmenté par sa malédiction. Elle est devenue une Tsurugi afin d'empêcher sa mère (elle-même une Tsurugi) d'être fondue comme punition pour le bain de sang inimaginable qu'elle avait causé pendant les guerres de Nanboku-chō ; en devenant Tsurugi, Muramasa devait veiller sur sa mère et l'arrêter si elle se réveillait pour ramener la calamité sur la terre. Elle agit également par un profond sentiment de culpabilité parce que sa mère, la Tsurugi Ginseigou, est elle-même coupable d'avoir anéanti l'existence paisible de Kageaki. Toutefois, elle n'a jamais osé exprimer ses sentiments sur le sujet.
Bien qu'elle adhère aux principes de  « l'équilibre du bien et du mal » que sa mère et son grand-père ont également suivi, elle est également tourmentée par un sentiment constant de culpabilité. De son vivant, elle était une beauté à la peau sombre. Elle est une Emishi (蝦夷), ethnie dotée d'une vitesse de croissance supérieure à celle des autres humains, c'est pourquoi son apparence adulte contraste avec son attitude enfantine.  Dans l'un des parcours du jeu, elle acquiert la capacité de reprendre son ancienne forme humaine, lui permettant d'agir d'une manière plus authentique que lorsqu'elle était une armure.
Conséquemment, Muramasa n'est pas familiarisé avec les histoires de cœurs et reste très sensible quant à toutes choses touchantes à ce sujet. Il est arrivé à Kageaki de vouloir simplement nettoyer son armure et qu'elle prenne cet acte comme une atteinte à son intégrité, elle peut devenir très émotionnelle, son attitude froide n'étant qu'une carapace.